# Babgulyás
Le babgulyás ([ˈbɒbgujaːʃ]) ou bableves ([ˈbɒblɛvɛʃ]) est une soupe hongroise faite à partir de différents légumes (carottes, persil tubéreux) et des haricots lingots et relevée au paprika. 